# 전갈자리 제타1
전갈자리 제타1은 전갈자리 방향으로 약 2,600 광년 떨어져 있는 초거성, 극대거성이다. 제타1은 변광성으로 밝기가 4.66에서 4.86 사이에서 변한다. 전갈자리 OB1 성협 및 산개성단 NGC 6231(애칭은 '북쪽하늘의 보석상자')의 구성원 중 하나이기도 하다. 우리 은하 내에서 밝기 면에서 최상위 무리에 속해 있으며 그 값은 태양의 100만 배 가까이 될 것이다.
제타1에서 우주를 향해 방출되는 항성풍은 1년에 태양질량의 1.55 × 10−6 배 정도이다. 다르게 표현하면 제타1은 64만 년에 걸쳐 태양 하나에 해당하는 질량을 우주에 내보낸다.
제타1은 전갈자리 제타2와 이중성을 구성하고 있어 맨눈으로 볼 때 가까이 있는 이웃처럼 보인다. 그러나 우리가 바라보는 방향 선상에 나란히 있어 그렇게 보일 뿐 둘은 아무 관계 없는 독립천체이다. 제타2는 지구로부터 155 광년 떨어져 있어 훨씬 가깝고 제타1보다 훨씬 어둡다. 제타2는 오렌지색 빛을 뿜기 때문에 장시간 노출된 사진에서 제타1과 구별되어 보인다.